# 秋田市立仁井田小学校
秋田市立仁井田小学校（あきたしりつ にいだしょうがっこう）は、秋田県秋田市仁井田にある公立小学校。
学校区は秋田市南部、おおむね国道13号沿い、雄物川北岸、猿田川南岸となっている。

## 概要
1882年創立。仁井田ほぼ全域を学区としている。ほとんどの生徒が、秋田市立御野場中学校に進学する。

## 教育目標
- よりよく生きる 〜 夢・希望 心 学び 元気 〜
  - やさしい子
  - かしこい子
  - たくましい子

## 沿革
以下、注釈の無い項目は個人サイトの情報によるもの。
- 1882年 - 仁井田の舘岡政千代が自宅を開放した仁井田村立の小学校を開校させる。
- 明治時代[いつ?] - 校舎を仁井田中丁（仁井田地下道付近）に移転し、尋常・高等小学校となる。のち[いつ?]に農業科併設。
- 1923年 - 仁井田下久保（いま[いつ?]の仁井田幼稚園）に木造校舎を新設
- 戦時中 国民学校となる。
- 1947年 - 新制仁井田小学校として再出発、上新田には仁井田村立仁井田中学校を開校。
- 1954年 - 仁井田村合併、秋田市立仁井田小学校に。
- 1966年 - 仁井田中学校閉校。
- 1967年 - バイパス開通で中丁跡地付近に通学用仁井田歩道橋設置。
- 1968年 - 中学校跡地にいま[いつ?]の校舎として移転。（下久保跡地は仁井田幼稚園・仁井田郵便局へ）
- 1979年 - 仁井田児童館（児童センター）完成。
- 1980年 - 一部地域を学区分割して開校した大住小学校へ。
- 1983年 - バイパス4車線化で通学用歩道橋廃止、仁井田地下道完成。
- 1984年 - 御野場中学校開校、城南地域への通学から簡便化。
- 1994年 - 御野場ニュータウン造成による生徒増加で東校舎増設と北校舎一部解体。
- 2022年11月3日 - 創立140周年記念式典挙行[3]。

## 校章
- 校章のページを参照。
- 仁井田大野、中村虎之助作成。この校章は、土地の特産品「秋田蕗」を表す。右下の蕗は一、二年生を、左下の蕗は三、四年生を、そして真ん中の大きい蕗は上級生の五、六年生を意味する。三本の蕗の根元は、子供たちの団結を願って、しっかりと組み合わせた。上級生は下級生を慈しみ、郷土の期待に応え、父母の愛情に応え、先生の教育に感謝をする仁井田の子供に育つよう、願いをこめて考え作成。

## 校歌
- 校歌のページを参照。
- 作詞 竹内瑛二郎、作曲 大山会二郎

## スポーツ少年団
- 野球
- サッカー

## 主な進学先
- 秋田市立御野場中学校

## 最寄駅
- 秋田駅
- 四ツ小屋駅

## アクセス
- 秋田中央交通 仁井田御所野線 大野線 二ツ屋福島線 仁井田小学校入口下車

## 著名出身者
- 小野敬輔（サッカー選手）
- 熊林親吾（サッカー選手）
- 下田光平（サッカー選手）
- 斎藤純平（サッカー選手）